# Ixala desperaria
Ixala desperaria là một loài bướm đêm trong họ Geometridae.